# Jack Carman
John „Jack“ R. Carman (auch Jackie Carman, * um 1920; † 24. Juli 2005 in New York City) war ein US-amerikanischer Jazzmusiker (Posaune).
Carman spielte 1945 in New York im Orchester von Boyd Raeburn mit Dizzy Gillespie („A Night in Tunisia“); im folgenden Jahr tourte er bei Don Redman in Europa („I Got Rhythm“). 1947 kam es in Paris zu Plattensessions mit Robert Mavounzy („Sweet and Lovely“) bzw. mit Alan Jeffreys, Hubert Fol, André Persiany, Emmanuel Soudieux und Benny Bennett als „The Be-Bop Minstrels“ („Makin’ Be-bop“ = Makin’ Whoopee) für das Label Swing. Nach seiner Rückkehr nach New York arbeitete er dort als Musiker und war Mitglied der Musikergewerkschaft American Federation of Musicians (Local 802). Er diente dann im Koreakrieg als Anführer der US Marine Corp Jazz Band. Nach dem Krieg erwarb  er den Bachelor am Westchester State Teachers College und den Master an der Columbia University. Im Laufe seiner Karriere arbeitete er in den Bands von Georgie Auld, Duke Ellington, Cab Calloway, Red Rodney, Roy Stevens, Lee Castle und Jimmy Dorsey, ferner im Wilmington Delaware Symphony Orchestra.
Im Hauptberuf war Carman als Musikpädagoge im Huntington School District tätig, bis er sich 1984 in den Ruhestand begab. Aus späteren Jahren liegen keine weiteren Aufnahmen vor. Im Bereich des Jazz war er laut Tom Lord zwischen 1945 und 1947 an 22 Aufnahmesessions beteiligt. Zuletzt lebte er im New Yorker Stadtteil Huntington Station.